# Sarner Aa
Sarner Aa ibland kallat Sarneraa är ett vattendrag i kantonen Obwalden i Schweiz.
Flodens källa är Lungernsjön. Därifrån flyter den i nord-nord-ostlig riktning genom Sarnersjön, passerar Sarnen och mynnar i Alpnachersee, en del av Vierwaldstättersjön, öster om Alpnachstad. Flodens längd är ca. 10 km.
Floden avvattnar Sarneraadalen som sträcker sig från Brünigpasset till Vierwaldstättersjön och utgör huvuddelen av kantonen Obwalden